# Cavernocepheus obliquus
Cavernocepheus obliquus är en kvalsterart som beskrevs av P. Balogh 2002. Cavernocepheus obliquus ingår i släktet Cavernocepheus och familjen Tetracondylidae. Inga underarter finns listade i Catalogue of Life.